# 疑似トップレベルドメイン
疑似トップレベルドメイン（ぎじトップレベルドメイン、pseudo-top-level domain）とは、世界的な公式のDomain Name System(DNS)やインターネットに参加していないコンピュータネットワークで使用されるコンピュータ名にインターネットのDNSと同様の同様のドメイン名階層を使用している場合の、トップレベルドメイン(TLD)に相当するもののことである。
歴史的に、このようなネットワークで最もよく知られていたのは、.bitnet、.csnet、.oz、.uucpであり、これらに対して、多くのインターネットメールフォワーダが接続を提供していた。さらに、.exit、.i2pなどの新しいネットワークを含めることもできる（提案の最新のドラフトは、標準になることなく2015年7月28日に期限切れになった）。.onionなどの一部のドメインは、後で正式に認識されるようになる可能性がある。
これらのネットワークやドメイン名は正式な地位を持っていないが、一般に、非公式に既得権益を持ったと見なされ、トップレベルドメインとして割り当てられることはほとんどない。